# کنفرانس مشورتی سیاسی خلق چینی
کنفرانس مشورتی سیاسی خلق چینی (CPPCC , چینی: 中国人民政治协商会议)، همچنین به عنوان PCC خلق (Chinese، ) یا صرفاً پی‌سی‌سی (政协)، یک نهاد مشاوره سیاسی در جمهوری خلق چین و از بخش‌های مرکزی سیستم جبهه متحد حزب کمونیست چین است. اعضای آن در مورد مسائل سیاسی و اجتماعی به ارگان‌های دولتی مشاوره و پیشنهاد می‌دهند. با این حال، این کنفرانس یک نهاد بدون قدرت قانونگذاری واقعی است. با این که که مشاوره انجام می‌شود، این نهاد توسط حزب کمونیست نظارت و هدایت می‌شود.
این نهاد به‌طور سنتی متشکل از نمایندگان ح‌ک‌چ و سازمان‌های مردمی آن، هشت حزب سیاسی با مجوز قانونی تابع حزب کمونیست، و همچنین اعضایی ظاهراً مستقل است. ریاست این نهاد را یکی از اعضای کمیته دائمی دفتر سیاسی حزب کمونیست چین بر عهده دارد. مطابق با استراتژی جبهه متحد، اعضای برجسته غیر عضو حزب کمونیست در میان معاونان رئیس آن قرار گرفته‌اند که مثال‌هایی از آنها چن شوتونگ، لی جیشن و سونگ چینگ لینگ است.